# Norrtullsgatan 65
Norrtullsgatan 65 är en byggnad med bostäder vid Norrtullsgatan i Vasastaden i Stockholm, vilken ritades av arkitekt Hjalmar Erikson. Byggherre var Erik Wall och byggmästare var E. A. Gustafsson.

## Om fastigheten
Fastigheten ligger i Kvarteret Sländan och har fastighetsbeteckningen Sländan 4. Byggnaden uppfördes under åren 1913-1915. 1977 utvärderades byggnaden av Stockholms stadsmuseum som då klassade byggnaden som Gul, vilket betyder att det är en fastighet med bebyggelse av positiv betydelse för stadsbilden och/eller av visst kulturhistoriskt värde..

### Exteriör
Byggnaden är i nationalromantisk stil och består av en sexvånings husdel med ytterligare en vindsvåning, med huvudfasad mot Norrtullsgatan. Vid inventeringen 1977 hade byggnaden en rödbrun slätputs ovan bottenvåningen består av råhuggen granit som även omfattar entréporten. Fasaden har senare omfärgats i en vitgrå slätputs. Fasaden har ett mindre utstickande burspråk i mitten, och det flankeras av två högre burspråk. De tre burspråken kröns av en balkong, med räcke i smide. Gårdsfasden är avfärgad i en ljusgul slätputs. Byggnaden har ett svart plåttak.

### Interiör
Entrén har en ursprunglig ekport med slipat glas. Golvet är i konststen, och taket har en stuckaturlist.